# Немецкая африканская партия
Немецкая африканская партия (нем. Deutsche Afrikanische Partei) была одной из трех немецких партий Юго-Западной Африки. Действовала, начиная с основания в 1939 году и до середины 1950-х годов.

## История партии
Немецкая африканская партия была основана немецким антифашистом Мартином Майером в 1939 году после ухода Майера со сторонниками из другой немецкой партии — Немецкого юго-западного союза. Уход Майера был связан с резкой сменой курса партии на поддержку Германии и нацизма.
На последних выборах в законодательное собрание, прошедших в 1934 году, до этого единственная в Юго-Западной Африке немецкая партия показала свои худшие результата со времен первых выборов — они смогли выиграть лишь одно место в законодательном собрании. В том же году вышел запрет на любые нацистские организации, что в конце концов привело к смене руководства в Немецком союзе.
Новый председатель партии Эрнст Эмиль Дрессель начал проведение умеренного нацистского курса в партии и расширение связей с Третьим рейхом. Формально партия не называлась нацистской, но в то же время были приняты различные меры на укрепление в ней именно праворадикального курса. Так, например, был введён запрет на членство в партии для всех не-немцев.
Всё это привело к выходу из партии двух групп: первая группа вошла в Экономическую лигу — объединённую партию немцев и африканеров, где был достигнут консенсус между обоими народами; вторая же группа, во главе с Мартином Майером, образовала Немецкую африканскую партию. 